# Menaichmos von Naupaktos
Menaichmos (altgriechisch Μέναιχμος, lateinisch Menaechmus) war ein antiker griechischer Bildhauer aus Naupaktos.
Zusammen mit Soïdas schuf er eine Goldelfenbeinstatue der Artemis Laphria für das Heiligtum der Göttin in Kalydon. Nach der Schlacht bei Actium übersiedelte Augustus die Einwohner von Kalydon in das neugegründete und seinen Sieg feiernde Nikopolis bei Actium. Die Statue gelangte in der Folge nach Patras, das das kalydonische Territorium übernahm und das in besonderer Weise von Augustus begünstigt wurde. Auch die Statue der Laphria war eine seiner Stiftungen nach Patras. Dort sah Pausanias im 2. Jahrhundert n. Chr. das Goldelfenbeinbild, das noch zu seiner Zeit auf der Akropolis der Stadt verehrt wurde. Pausanias gegenüber behauptete man, die Bildhauer hätten bald nach Kanachos aus Sikyon und Kallon von Aigina gearbeitet. Dies würde zu einer Akme spätestens um 450 v. Chr. führen, da Kanachos am Ende des 6. Jahrhunderts, Kallon bis etwa 460 v. Chr. wirkten. Doch ist die Datierung des Menaichmos umstritten.
Offen muss auch die Frage bleiben, ob Menaichmos identisch ist mit einem Bronzebildhauer gleichen Namens, von dem Plinius berichtet, er habe ein Stierkalb als Opfertier geschaffen und ein Werk de toreutice über sein Kunsthandwerk geschrieben. Im Falle der Gleichsetzung wäre Menaichmos einer der ältesten namentlich bekannten Bildhauer, die sich – wie Polyklet in seinem Kanon – auch schriftlich zu ihrer Kunst geäußert hätten, sollte es sich nicht um ein Werk in der Tradition archaischer „Werkstattbücher“, die immer schon von metrologischen Problemen und dem Weitergeben werkstattspezifischer Lösungen und Regeln geprägt waren, gehandelt haben.